# Алберто Даинезе
Алберто Даинезе (итал. Alberto Dainese; 25. март 1998) италијански је бициклиста који тренутно вози за UCI про тур тим — Тудор про сајклинг. Освојио је Европско првенство у друмској вожњи за возаче до 23 године, двије етапе на Ђиро д’Италији и једну на Вуелта а Еспањи.
Каријеру је почео 2018. године у СЕГ рејсинг академији, а 2019. је освојио Европско првенство у друмској вожњи за возаче до 23 године и класификацију по поенима на Тур де Норманди трци. Године 2020. прешао је у тим Санвеб и прве сезоне остварио је етапну побједу на Хералд сан туру. Године 2021. возио је своју прву гранд тур трку — Вуелта а Еспању, док је 2022. по први пут возио Ђиро д’Италију, гдје је остварио једну етапну побједу, након чега је по први пут возио Тур де Франс.
Године 2023. остварио је једну етапну побједу на Ђиро д’Италији, као и једну на Вуелта а Еспањи. Године 2024. прешао је у Тудор про сајклинг.